# پیتر ایوری

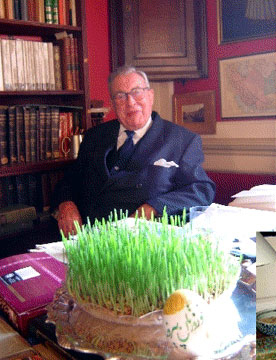
پیتر ایوری

پیتر اِیوری (به انگلیسی: Peter Avery) (۱۵ مه ۱۹۲۳–۶ اکتبر ۲۰۰۸) ایرانشناس انگلیسی بود.

## زندگی
وی در جوانی در نیروی زمینی بریتانیا در هند خدمت کرد و در آن جا با زبان فارسی آشنا شد. سپس در شرکت ملی نفت ایران و انگلیس استخدام شد و در آبادان مسئول آموزش زبان فارسی به انگلیسی‌ها شد. ایوری بعد از ملی شدن صنعت نفت در ایران، در استخدام شرکت ملی نفت ایران باقی ماند و از این طریق با زبان و ادبیات فارسی بیشتر آشنا شد.
پیتر ایوری شاگردان زیادی در حوزه ایرانشناسی تربیت کرده و در سال‌های پایانی عمر در کینگز کالج کمبریج مشغول به تحقیق و تدریس بود.
پیتر ایوری بارها در مصاحبه با رسانه‌های ایرانی از عشق و علاقه خود به تاریخ و ادبیات فارسی پرده برداشته بود. در سال‌های پایانی عمر در کینگز کالج کمبریج مشغول به تحقیق و تدریس بود. وی صاحب نشان امپراتوری بریتانیا نیز بود.

## درگذشت
مراسم خاکسپاری پیتر ایوری در ۳ آبان ۱۳۸۷ در دانشگاه کمبریج برگزار شد. در این مراسم کشیش اظهار داشت که وی طی نامه‌ای خواسته‌است تا پس از مرگ مدال‌های افتخار و لوح تقدیر و جایزه ویژه جشنواره بین‌المللی فارابی را که از رئیس‌جمهور ایران به خاطر بهترین ترجمه دیوان حافظ به زبان انگلیسی دریافت کرده بود، از وی جدا نکرده و در تابوت وی بگذارند که بنا به وصیت اینچنین عمل شد.

## ایران‌شناسی
وی در طول عمر خود آثار زیادی در حوزه ایرانشناسی انتشار داد. نخستین اثر او ترجمه مشترکی است از برخی رباعیات خیام و سی غزل از حافظ که با کمک جان هیث استابز انگلیسی: John Heath-Stubbs) شاعر انگلیسی ترجمه و چاپ یکم آن در سال ۱۹۷۹ منتشر شد و آخرین آن ترجمه‌ی کامل دیوان حافظ به زبان انگلیسی در سال ۲۰۰۶ منتشر شد. کتاب گزیده غزلیات حافظ شیرازی وی در ایران نیز انتشار یافته‌است.

## آثار
- Modern Iran, Praeger, 1965.
- The Cambridge History of Iran, edited by P. Avery, G. R. G. Hambly and C. Melville, Cambridge University Press (1991) ISBN 0-521-20095-4.
- Peter Avery, The Collected Lyrics of Hafiz of Shiraz], 603 p. (Archetype, Cambridge, UK, 2007). ISBN 1-901383-26-1 hb; ISBN 1-901383-09-1 pb
Note: This translation is based on Divān-e Hāfez, Volume 1, The Lyrics (Ghazals), edited by Parviz Natel-Khanlari (Tehran, Iran, 1362 AH/1983-4).
- Peter Avery, The Speech of the Birds, Mantiqu't-Tair, of Faridu'd-Din 'Attar / Farid ad-Din Attar, 560 p. (The Islamic Texts Society, Cambridge, UK, 1998). ISBN 0-946621-69-1 (cloth), 0-946621-70-5 (paper).

- «تاریخ معاصر ایران» ترجمه محمد رفیعی مهرآبادی
- ویراستاری و سردبیری جلد هفتم کتاب تاریخ ایران کمبریج (دوران قاجار و پهلوی، چاپ ۱۹۹۱) به کمک چارلز ملویل و حامد الگار، که به‌وسیلهٔ انتشارات دانشگاه کمبریج منتشر شده‌است.